# Сандгрен, Теннис
Те́ннис Са́ндгрен (англ. Tennys Sandgren; род. 22 июля 1991, Галлатин, Теннесси) — американский теннисист; победитель одного турнира ATP в одиночном разряде.

## Общая информация
Теннис — один из двух детей Стива и Лии Сандгрен; его брата зовут Дэйви. Назван в честь своего прадеда родом из Швеции, который не играл в теннис и не был связан со штатом Теннесси.
Начал играть в теннис в пять лет. Прежде чем начать свою профессиональную карьеру два года учился и играл в колледже тенниса при университете Теннесси.
Любимое покрытие — хард, любимый турнир — «челленджер» в Тибуроне. Кумирами в мире тенниса в детстве называет Густаво Куэртена и Андре Агасси.

## Спортивная карьера

### Начало карьеры

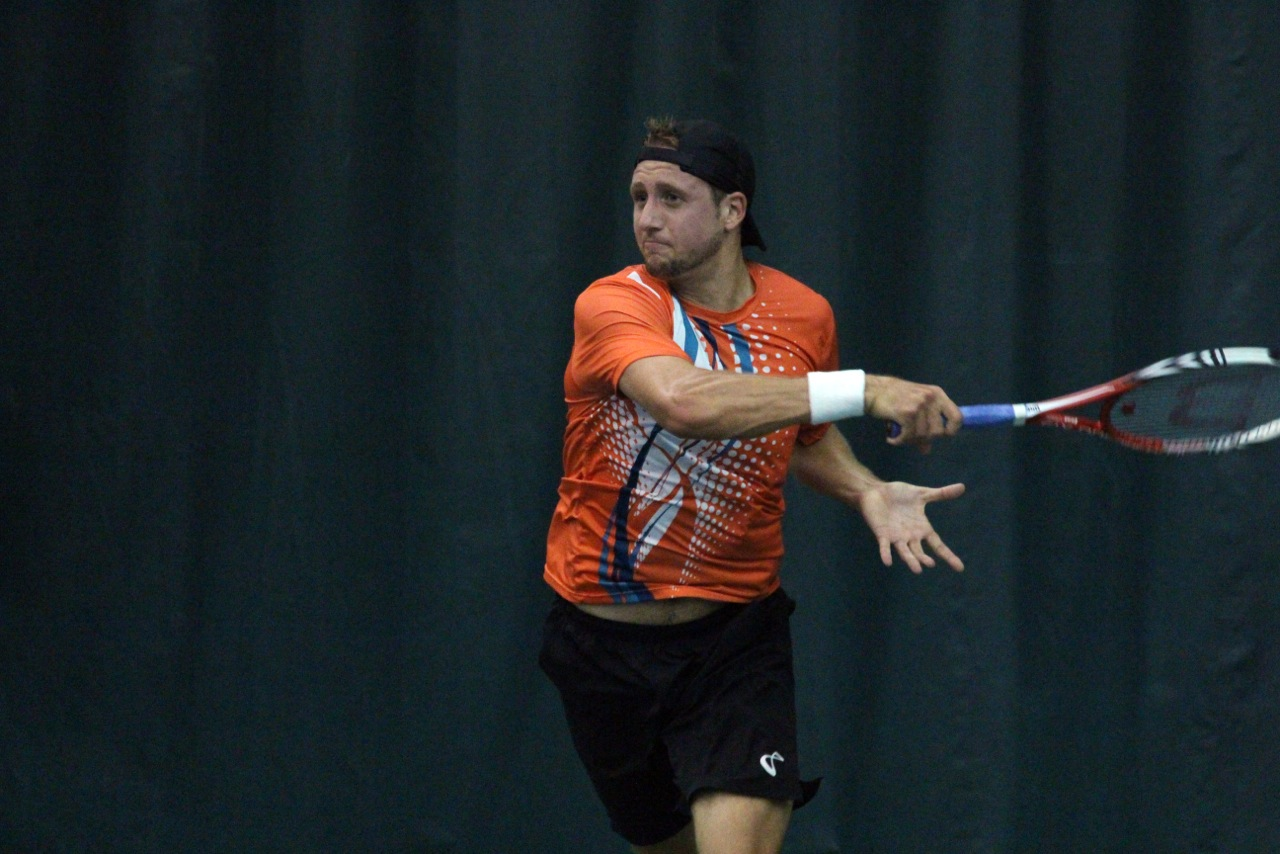
Сандгрен в феврале 2013 года

Баланс матчей на юниорском уровне у Сандгрена баланс матчей в юниорском туре ITF равнялся 70-38 (и 53-35 в парном разряде). В апреле 2009 года он достиг наивысшей для себя — 9-й позиции в юниорском рейтинге. На юниорских турнирах серии Большого шлема он особо не блистал и лучшим достижением стал выход в третий раунд на Ролан Гаррос в одиночном разряде и четвертьфинал на Открытом чемпионате США в парном разряде в 2009 году.
Первого титула во взрослых соревнованиях Сандгрену удалось добиться в 2010 году на «фьючерсе» в США в парном разряде вместе с Райаном Уильямсом. Летом 2011 года он выиграл первые два титула на «фьючерсах» уже в одиночном разряде. На турнирах более статусной серии «челленджер» Сандгрен впервые победил в октябре 2012 года в парном (в Сакраменто) и в ноябре 2013 года в одиночном разряде (в Шампейне).
В августе 2014 года после пропуска большей части сезона из-за травмы Сандгрен был приглашён выступить на Открытый чемпионат США в парном разряде (с Чейзом Бьюкененом) и, таким образом, дебютировал в основных соревнованиях Мирового тура.
В феврале 2017 года Сандгерн выиграл «челленджер» в Темпе, а в мае прибавил к этому победу на «челленджере» в Саванне. Всего в период с 2011 по 2017 годах Теннис выиграл три турнира серии «челленджер» и 11 турниров серии «фьючерс» в одиночном разряде. В парном разряде за этот же период он выиграл семь «челленджеров» и девять «фьючерсов». В июне после участия на Ролан Гаррос и полуфинале «челленджера» в Чехии помогли американцу в возрасте 25 лет впервые попасть в топ-100 мирового рейтинга.

### 2018—2019 (четвертьфинал в Австралии и первый титул АТП)

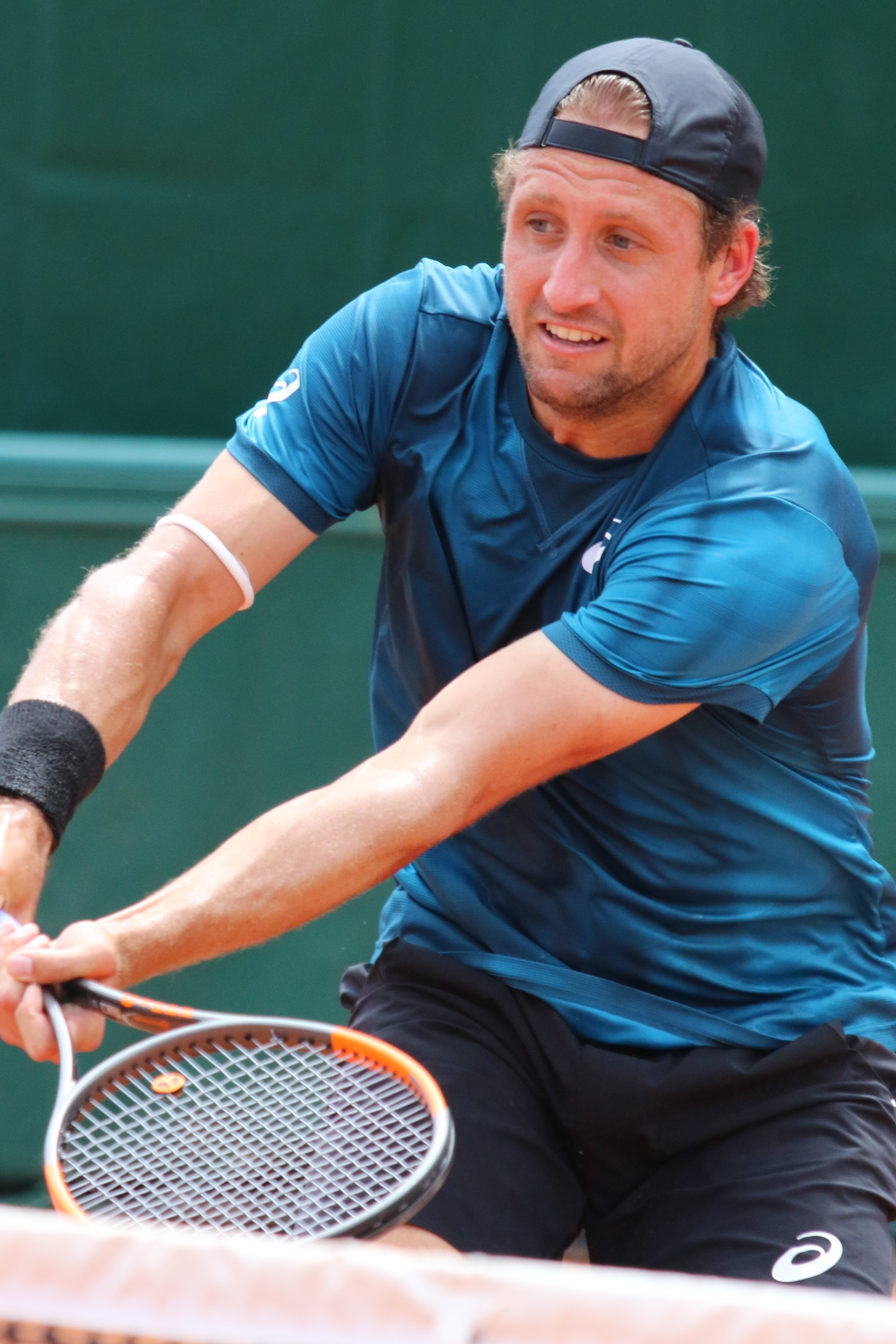
Сандгрен на Ролан Гаррос 2018 года

В 2018 году Сандгрен смог вывести свою карьеру на новый уровень. В начале сезона он отлично выступил на Открытый чемпионат Австралии. До это Теннис на корта Мельбурна пять раз безуспешно пытался пять раз преодолеть квалификацию. В этом году он попал напрямую в основную сетку, благодаря высокому рейтингу и сумел сразу же дойти до четвертьфинала, выигрывав первые четыре матча. Пройдя в первом раунде француза Жереми Шарди, Сандгрен во втором раунде легко прошёл № 8 в мире на тот момент и чемпиона турнира 2014 года Стэна Вавринку (6-2, 6-1, 6-4). После этого он обыграл в четырёх сетах немца Максимилиана Мартерера и вышел в четвёртом раунде на 5-ю ракетку мира Доминика Тима. В пятисетовом матче Теннис сенсационно победил и вышел в первый четвертьфинал на Большом шлеме. В 1/4 финала он уступил в трёх сетах Чон Хёну из Республики Корея. Результат в Мельбурне позволил Сандгрену подняться с 96-го на 55-е место в одиночном рейтинге.
Место в рейтинге позволило американцу провести первый полноценный сезон на турнирах основного тура АТП, а не более младших сериях. В апреле он добился первого в карьере выхода в финал в Туре. Произошло это на грунтовом турнире в Хьюстоне, где Сандгрен проиграл в титульном матче соотечественнику Стиву Джонсону — 6-7(2), 6-2, 4-6. После этого выступления он поднялся в топ-50. После этого Теннис проиграл первый матч на четырёх турнирах подряд и прервал неудачную серию в мае на турнире в Женеве, пройдя там в четвертьфинал.
На Открытом чемпионате США 2018 года вместе с Остином Крайчеком Сандгрен дошёл до 1/4 финала в парном разряде, где американцы уступили паре Лукаш Кубот и Марсело Мело со счётом 4-6, 2-6. В одиночном разряде до конца сезона он только один раз ещё смог пройти в четвертьфинал — в октябре на турнире в Стокгольме.
В начале сезона 2019 года Сандгрену удалось выиграть первый титул в АТП-туре. Он стал сильнейшим на турнире в Окленде. В решающем матче он переиграл без особой борьбы британца Кэмерона Норри (6-4, 6-2). После этой победы Теннис поднялся на высшее в карьере 41-е место в мировом одиночном рейтинге. На Открытом чемпионате Австралии Сандгрен не смог повторить свой успех прошлого года и уже в первом круге он уступил японцу Ёсихито Нисиоке.
Выступления на уровне АТП-тура не особо радовали результатами и к апрелю Сандгрен покинул на время топ-100, переключившись на турниры уровня «челленджер», где смог несколько поправить рейтинговое положение и однажды добрался до финала. В июле Теннис вновь напомнил о себе на Больших шлемах — на этот раз на Уимблдонском турнире. Он смог дойти до четвёртого раунда и переиграть в третьем теннисиста из топ-10 Фабио Фоньини. В борьбе за четвертьфинал он проиграл в четырёх сетах соотечественнику Сэму Куэрри. После Уимблдона он сыграл на небольшом турнире АТП в Ньюпорте, где вышел в четвертьфинал.
В августе 2019 года Сандгрен сыграл в парном финале турнира в Уинстон-Сейлеме в партнёрстве с Николасом Монро. На Открытом чемпионате США он впервые дошёл до третьего раунда, где проиграл Диего Шварцману в трёх сетах.

### 2020—2021 (второй четвертьфинал в Австралии)
На Открытом чемпионате Австралии 2020 года Теннису удалось повторить свой успех 2018 года и дойдти до 1/4 финала. Во втором круге американец обыграл 8-го сеянного Маттео Берреттини в 5 сетах (4-я в карьере победа над игроком топ-10 мирового рейтинга), в третьем взял реванш за поражение на Уимблдоне у Сэма Куэрри, а в четвёртом раунде прошёд ещё одного итальянца и 12-го номера посева Фабио Фоньини — 7-6(2), 7-5, 6-7(5), 6-4). В четвертьфинале Сандгрен был очень близок к победе над 38-летним Роджером Федерером. В четвёртом сете у Тенниса было 7 матчболов, включая три подряд на тай-брейке, но Федерер отыграл их все и затем довёл матч до победы — 6-3, 2-6, 2-6, 7-6(8), 6-3. Результат в Австралии вновь серьезно повысил рейтинг Сандгрена (с 100-го на 56-е место).
Дальнейшие выступления в неполном из-за пандемии сезоне 2020 года особенно сильных результатов Сандгрену не принесли. Лучшим результатом стал выход в третий раунд Мастерса в Нью-Йорке. В 2021 году он не смог вновь хорошо сыграть в Австралии и проиграл уже в первом раунде.

## Рейтинг на конец года
| Год  | Одиночный рейтинг | Парный рейтинг |
| 2021 | 96                | 256            |
| 2020 | 49                | 229            |
| 2019 | 68                | 261            |
| 2018 | 61                | 152            |
| 2017 | 96                | 444            |
| 2016 | 191               | 347            |
| 2015 | 261               | 194            |
| 2014 | 660               | 316            |
| 2013 | 183               | 133            |
| 2012 | 233               | 163            |
| 2011 | 540               | 650            |
| 2010 | 1 361             | 944            |
| 2009 | 980               | 1 530          |
| 2008 | 1 665             | 1 184          |

По данным официального сайта ATP на последнюю неделю года.

## Выступления на турнирах

### Финалы турнировATPв одиночном разряде (2)

#### Победы (1)
| Легенда                     |
| --------------------------- |
| Турниры Большого шлема (0*) |
| Итоговый турнир ATP (0)     |
| ATP Мастерс 1000 (0)        |
| АТР 500 (0)                 |
| АТР 250 (1)                 |

| Титулы по покрытиям | Титулы по месту проведения матчей турнира |
| ------------------- | ----------------------------------------- |
| Хард (1*)           | Зал (0)                                   |
| Грунт (0)           | Зал (0)                                   |
| Трава (0)           | Открытый воздух (1)                       |
| Ковёр (0)           | Открытый воздух (1)                       |

* количество побед в одиночном разряде + количество побед в парном разряде.
| №  | Дата           | Турнир                 | Покрытие | Соперник в финале | Счёт    |
| 1. | 12 января 2019 | Окленд, Новая Зеландия | Хард     | Кэмерон Норри     | 6-4 6-2 |

#### Поражения (1)
| №  | Дата           | Турнир       | Покрытие | Соперник в финале | Счёт           |
| 1. | 15 апреля 2018 | Хьюстон, США | Грунт    | Стив Джонсон      | 6-7(2) 6-2 4-6 |

### Финалы челленджеров и фьючерсов в одиночном разряде (26)

#### Победы (14)
| Условные обозначения |
| Челленджеры (3+8*)   |
| Фьючерсы (11+9)      |

| Титулы по покрытиям | Титулы по месту проведения матчей турнира |
| ------------------- | ----------------------------------------- |
| Хард (12+14*)       | Зал (3+4)                                 |
| Грунт (2+3)         | Зал (3+4)                                 |
| Трава (0)           | Открытый воздух (11+13)                   |
| Ковёр (0)           | Открытый воздух (11+13)                   |

* количество побед в одиночном разряде + количество побед в парном разряде.
| №   | Дата             | Турнир           | Покрытие | Соперник в финале  | Счёт           |
| 1.  | 31 июля 2011     | Годфри, США      | Хард     | Рудольф Сивы       | 6-2 7-5        |
| 2.  | 7 августа 2011   | Декейтер, США    | Хард     | Бассам Бейдас      | 6-3 6-1        |
| 3.  | 18 марта 2012    | Калабасас, США   | Хард     | Даниэль Косаковски | 6-3 7-5        |
| 4.  | 20 апреля 2012   | Литл-Рок, США    | Хард     | Джон Пирс          | 6-1 7-6(6)     |
| 5.  | 20 мая 2012      | Тампа, США       | Грунт    | Бьорн Фратанджело  | 6-1 6-3        |
| 6.  | 23 сентября 2012 | Маркем, Канада   | Хард(i)  | Питер Полански     | 6-4 6-3        |
| 7.  | 17 ноября 2013   | Шампейн, США     | Хард(i)  | Сэмюэль Грот       | 3-6 6-3 7-6(4) |
| 8.  | 8 марта 2015     | Гатино, Канада   | Хард(i)  | Филип Бестер       | 6-3 7-6(7)     |
| 9.  | 14 июня 2015     | Шарлотсвилл, США | Хард     | Эрнесто Эскобедо   | 6-4 6-4        |
| 10. | 12 июня 2016     | Шарлотсвилл, США | Хард     | Деннис Неволо      | 6-3 6-3        |
| 11. | 24 июля 2016     | Годфри, США      | Хард     | Факундо Мена       | 6-0 6-4        |
| 12. | 31 июля 2016     | Эдуардсвилл, США | Хард     | Марк Полманс       | 7-6(4) 1-6 6-3 |
| 13. | 19 февраля 2017  | Темпе, США       | Хард     | Никола Милоевич    | 4-6 6-0 6-3    |
| 14. | 7 мая 2017       | Саванна, США     | Грунт    | Жуан Педро Сорги   | 6-4 6-3        |

#### Поражения (12)
| №   | Дата             | Турнир              | Покрытие | Соперник в финале | Счёт           |
| 1.  | 13 мая 2012      | Ориндж-Парк, США    | Грунт    | Геральд Мельцер   | 6-7(5) 3-6     |
| 2.  | 14 июля 2013     | Саскатун, Канада    | Хард     | Остин Крайчек     | 5-7 6-7(6)     |
| 3.  | 15 марта 2015    | Шербрук, Канада     | Хард(i)  | Эдвард Корри      | 6-3 1-6 3-6    |
| 4.  | 17 мая 2015      | Тампа, США          | Грунт    | Талес Турини      | 2-6 5-7        |
| 5.  | 7 июня 2015      | Уинстон-Сейлем, США | Хард     | Матия Песотич     | 2-6 3-6        |
| 6.  | 13 сентября 2015 | Торонто, Канада     | Грунт    | Фрэнк Данцевич    | 5-7 3-6        |
| 7.  | 10 апреля 2016   | Мемфис, США         | Хард     | Денис Шаповалов   | 6-7(4) 6-7(4)  |
| 8.  | 27 ноября 2016   | Колумбус, США       | Хард(i)  | Стефан Козлов     | 1-6 6-2 2-6    |
| 9.  | 23 апреля 2017   | Сарасота, США       | Грунт    | Фрэнсис Тиафо     | 3-6 4-6        |
| 10. | 1 октября 2017   | Тибьюрон, США       | Хард     | Кэмерон Норри     | 2-6 3-6        |
| 11. | 5 ноября 2017    | Шарлотсвилл, США    | Хард(i)  | Тим Смычек        | 7-6(5) 3-6 2-6 |
| 12. | 21 апреля 2019   | Сарасота, США       | Грунт    | Томми Пол         | 3-6 4-6        |

### Финалы турниров ATP в парном разряде (1)

#### Поражения (1)
| №  | Дата            | Турнир              | Покрытие | Партнёр       | Соперники в финале       | Счёт              |
| 1. | 24 августа 2019 | Уинстон-Сейлем, США | Хард     | Николас Монро | Лукаш Кубот Марсело Мело | 7-6(6) 1-6 [3-10] |

### Финалы челленджеров и фьючерсов в парном разряде (26)

#### Победы (17)
| №   | Дата             | Турнир                 | Покрытие | Партнёр           | Соперники в финале             | Счёт                 |
| 1.  | 11 июля 2010     | Питтсбург, США         | Грунт    | Райн Уильямс      | Вашек Поспишил Грегори Уэллетт | 3-6 6-3 [11-9]       |
| 2.  | 18 сентября 2011 | Торонто, Канада        | Хард     | Райн Уильямс      | Чейз Бьюкенен Питер Кобелт     | 6-1 6-3              |
| 3.  | 26 февраля 2012  | Браунсвилл, США        | Хард     | Райн Уильямс      | Рубен Гонсалес Крис Квон       | 7-6(4) 6-0           |
| 4.  | 4 марта 2012     | Харлинген, США         | Хард     | Райн Уильямс      | У Ди Томас Фаббиано            | 6-7(6) 7-5 [10-6]    |
| 5.  | 22 апреля 2012   | Литл-Рок, США          | Хард     | Грегори Уэллетт   | Марвин Баркер Эдвард Корри     | 4-6 7-6(2) [10-8]    |
| 6.  | 23 сентября 2012 | Маркем, Канада         | Хард(i)  | Чейз Бьюкенен     | Карстен Болл Питер Полански    | 6-2 4-6 [10-7]       |
| 7.  | 7 октября 2012   | Сакраменто, США        | Хард     | Райн Уильямс      | Дэвин Бриттон Остин Крайчек    | 4-6 6-4 [12-10]      |
| 8.  | 4 мая 2013       | Таллахасси, США        | Грунт    | Остин Крайчек     | Грег Джонс Питер Полански      | 1-6 6-2 [10-8]       |
| 9.  | 14 июля 2013     | Саскатун, Канада       | Хард     | Остин Крайчек     | Роман Борванов Милан Покраяц   | 6-4 3-6 [10-6]       |
| 10. | 22 сентября 2013 | Измир, Турция          | Хард     | Остин Крайчек     | Брайдан Клейн Дэн Проподжа     | 7-6(4) 6-4           |
| 11. | 4 января 2014    | Нумеа, Новая Каледония | Хард     | Остин Крайчек     | Анте Павич Блаж Рола           | 7-6(4) 6-3           |
| 12. | 10 января 2015   | Нумеа, Новая Каледония | Хард     | Остин Крайчек     | Джармере Дженкинс Брэдли Клан  | 7-6(2) 6-7(5) [10-5] |
| 13. | 13 сентября 2015 | Торонто, Канада        | Грунт    | Чейз Бьюкенен     | Сэми Райнвайн Джастин Шейн     | 6-1 6-3              |
| 14. | 8 ноября 2015    | Шарлотсвилл, США       | Хард(i)  | Чейз Бьюкенен     | Адиль Шамасдин Питер Полански  | 3-6 6-4 [10-5]       |
| 15. | 17 апреля 2016   | Литл-Рок, США          | Хард     | Райан Липман      | Дэйн Уэбб Ник Чеппелл          | 6-3 6-2              |
| 16. | 19 ноября 2016   | Шампейн, США           | Хард(i)  | Остин Крайчек     | Лиам Броуди Люк Бэмбридж       | 7-6(4) 7-6(2)        |
| 17. | 30 января 2022   | Колумбус, США          | Хард(i)  | Микаэль Торпегард | Лука Маргароли Ясутака Утияма  | 5-7 6-4 [10-5]       |

#### Поражения (9)
| №  | Дата             | Турнир              | Покрытие | Партнёр       | Соперники в финале              | Счёт              |
| 1. | 25 сентября 2011 | Маркем, Канада      | Хард(i)  | Райн Уильямс  | Милан Покраяц Питер Полански    | 6-4 3-6 [8-10]    |
| 2. | 29 июля 2012     | Лексингтон, США     | Хард     | Райн Уильямс  | Остин Крайчек Джон Пирс         | 1-6 6-7(4)        |
| 3. | 16 сентября 2012 | Торонто, Канада     | Хард     | Чейз Бьюкенен | Анте Павич Мартон Фучович       | 2-6 4-6           |
| 4. | 27 января 2013   | Мауи, США           | Хард     | Райн Уильямс  | Ли Синьхань Пэн Сяньинь         | 7-6(1) 2-6 [5-10] |
| 5. | 9 февраля 2013   | Даллас, США         | Хард(i)  | Райн Уильямс  | Миша Зверев Алекс Кузнецов      | 4-6 7-6(4) [5-10] |
| 6. | 16 ноября 2013   | Шампейн, США        | Хард(i)  | Остин Крайчек | Эдвард Корри Даниэль Сметхёрст  | 6-7(5) 6-0 [7-10] |
| 7. | 5 июня 2015      | Уинстон-Сейлем, США | Хард     | Райн Уильямс  | Мэтт Зибергер Хулио Перальта    | 6-3 3-6 [8-10]    |
| 8. | 29 января 2017   | Мауи, США           | Хард     | Остин Крайчек | Брэдли Клан Джексон Уитроу      | 4-6 3-6           |
| 9. | 11 ноября 2018   | Ноксвилл, США       | Хард     | Хантер Риз    | Тосихидэ Мацуи Фредерик Нильсен | 6-7(6) 5-7        |